# André Martinet

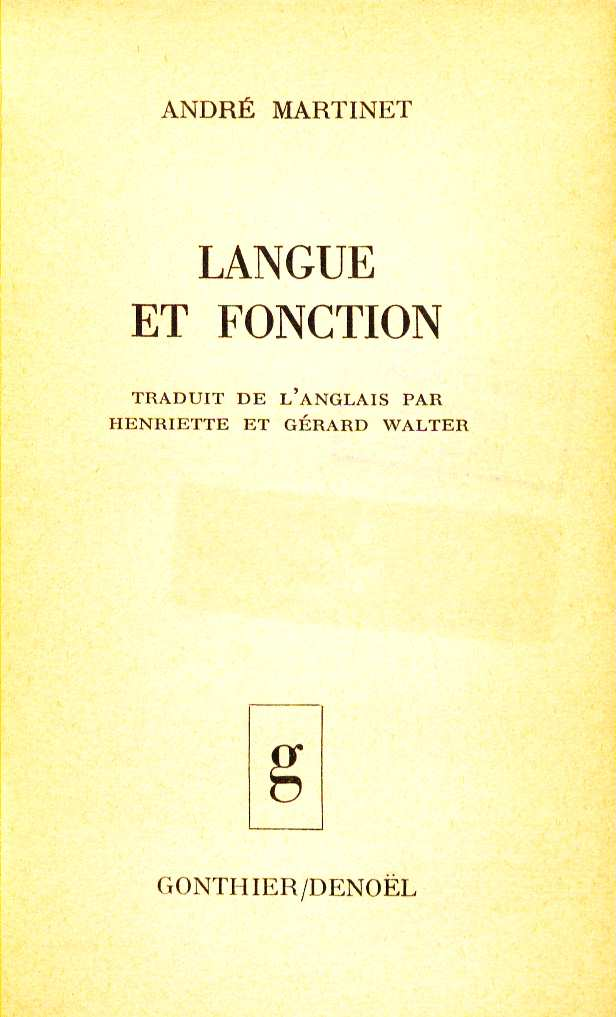
Publicação "Lengue et fonction" de André Martinet

André Martinet (francês: [ɑ̃.dʁe maʁ.ti.nɛ]; Saint-Alban-des-Villards, 12 de abril de 1908 — Châtenay-Malabry, 16 de julho de 1999) foi um linguista francês, influente por seus trabalhos na linguística estruturalista. Ele passou por sua agrégation e conquistou o título de doutor após apresentar duas teses: La gémination consonantique d'origine expressive dans les langues germaniques e La phonologie du mot en danois. De 1938 a 1946, foi diretor da Escola Prática de Altos Estudos e, após a Segunda Guerra Mundial, mudou-se para Nova Iorque, onde permaneceu até 1955.
Nos Estados Unidos, Martinet foi diretor da International Auxiliary Language Association e lecionou na Universidade Columbia, ocupando a função de presidente do departamento de 1947 a 1955. A teoria da dupla articulação da linguagem foi amplamente repercutida pelos estudos linguísticos.

## Obras
- La gémination consonantique d'origine expressive dans les langues germaniques, Copenhague, Munksgaard, 1937.
- La phonologie du mot en danois, Paris, Klincksieck, 1937.
- La prononciation du français contemporain, Paris, Droz, 1945.
- Économie des changements phonétiques, Berne, Francke, 1955.
- La description phonologique avec application au parler francoprovençal d'Hauteville (Savoie), coll. « Publication romanes et françaises », Genève, Librairie Droz, 1956.
- Éléments de linguistique générale, Paris, Armand Colin, 1960.
- Langue et fonction, 1962.
- La linguistique synchronique, Paris, Presses universitaires de France, 1965.
- Le français sans fard, coll. « Sup », Paris, PUF, 1969.
- André Martinet, Langue et Fonction, Paris : Denoël, 1969, ©1962.
- Studies in Functional Syntax, München, Wilhelm Fink Verlag, 1975.
- Évolution des langues et reconstruction, Paris, PUF, 1975.
- Syntaxe générale, 1985.
- Des steppes aux océans, Paris, Payot, 1986.
- Fonction et dynamique des langues, Paris, Armand Colin, 1989.
- Mémoires d'un linguiste, vivre les langues, Paris, Quai Voltaire, 1993.